# Kiritika
El kiritika (Thamnornis chloropetoides) és una espècie d'ocell de la família dels bernièrids (Bernièrids) i única espècie del gènere Thamnornis (Milne-Edwards et Grandidier, 1882).

## Hàbitat i distribució
Garrigues i sotabosc àrid de les terres baixes del Sud-oest de Madagascar.